# Arotrephes rufobasalis
Arotrephes rufobasalis är en stekelart som beskrevs av Horstmann 1993. Arotrephes rufobasalis ingår i släktet Arotrephes och familjen brokparasitsteklar. Inga underarter finns listade.